# Troféu HQ Mix
Troféu HQ Mix est l'un des prix les plus traditionnels de la bande dessinée au Brésil. Le prix a été créé en 1989 par João Gualberto Costa (Gual) et José Alberto Lovetro (Jal), membres de l'Association des caricaturistes du Brésil.
Le nom fait référence à l'émission télévisée sur les bandes dessinées que Gual et Jal ont présenté dans les années 1980 : « HQ » vient de História em Quadrinhos (« bande dessinée » en portugais brésilien) et « Mix » vient du nom du programme (TV Mix 4),.
La conception du trophée change chaque année, en honorant toujours un certain personnage des bandes dessinées brésiliennes. Les votes sont faits par des artistes et des professionnels de la région, des éditeurs, des chercheurs et des journalistes.

## Lauréats
- 2001 : 
  - Fawcett d'André Diniz (catégorie : Meilleur roman graphique) ;
  - Universo HQ (catégorie : Meilleur site sur les bandes dessinées) ;
- 2002 : André Vazzios (catégorie : Meilleur coloriste) ;
- 2004 : Festival international de bande dessinée de Belo Horizonte (catégorie : Meilleur événement) ;
- 2006 : Julia Bax (catégorie : Illustrateur Révélation) ;
- 2007 : Gazy Andraus (catégorie : Meilleure thèse de doctorat) ;
- 2009 : Depois da Meia-Noite d'Omar Viñole (catégorie : Meilleure publication spéciale indépendante) ;
- 2010 : Universo HQ (catégorie : Meilleur média sur la bande dessinée) ;
- 2013 : 
  - Coleção Shakespeare em Quadrinhos de Jefferson Costa (catégorie : Meilleure adaptation pour la  bande dessinée) ;
  - Pinocchio de Winshluss (catégorie : Meilleure publication de bande dessinée importée) ;
- 2014 :
  - Dom Casmurro de Felipe Greco et Mario Cau (catégorie : Meilleure adaptation pour la bande dessinée) ;
  - O Monstro de Fabio Coala (catégorie : Meilleure publication indépendante) ;
- 2015 : 
  - Edgar de Gustavo Borges (catégorie : Meilleure publication indépendante) ;
  - Dora de Bianca Pinheiro (catégorie : Nouveau talent écrivain) ;
- 2016 : 
  - La Dansarina de Jefferson Costa (catégorie: Meilleure édition spéciale nationale ») ;
  - Beco do Rosario d'Ana Luiza Koehler (catégorie : Meilleure publication indépendante) ;
  - Cris Peter (catégorie : Meilleur coloriste) ;
- 2017 : la base de données de bande dessinée Guia dos Quadrinhos, en hommage à son 10e anniversaire ;
- 2018 : Moby Dick de Christophe Chabouté (catégories : Meilleure adaptation pour la bande dessinée ; Meilleure édition spéciale étrangère) ;
- 2019 : édition brésilienne du premier volume des Carnets de Cerise de Joris Chamblain et Aurélie Neyret (catégorie : Meilleure publication pour enfants).